# Championnat de Mongolie de football
Le Championnat de Mongolie de football est une compétition placée sous l'égide de la fédération de Mongolie de football.

## Histoire
Le football a été introduit en Mongolie au début du XXe siècle, mais ce n'est qu'après la Seconde Guerre mondiale que le sport a gagné en popularité. Les premières compétitions officielles ont été organisées en 1946, lors de la première Spartakiade, un festival célébrant le jubilé d'argent de la révolution populaire. Ces tournois étaient considérés comme les principales compétitions de football du pays jusqu'à l'établissement d'un championnat national officiel.
Le premier championnat national officiel de Mongolie a eu lieu en 1955, sous le nom de "Mongolian National Championship". La compétition, qui semble avoir été disputée selon un format de double round-robin entre cinq équipes, s'est déroulée sur une période de sept à huit mois. Le club Soyol (qui signifie "Culture") a remporté ce premier championnat, avec son équipe réserve terminant à la deuxième place.
Après la première édition de 1955, le championnat national a connu des interruptions et des périodes d'irrégularité. Par exemple, aucune compétition n'a eu lieu en 1965 et en 1977. De plus, les informations concernant les résultats et les équipes participantes entre les années 1950 et 2000 sont limitées, avec seulement les noms des vainqueurs (et parfois des deuxièmes et troisièmes places) disponibles.
En 1996, le championnat a été renommé "Mongolian National Premier League". Depuis lors, il est devenu la principale compétition de football en Mongolie, avec des équipes principalement basées à Oulan-Bator, la capitale, mais aussi provenant d'autres régions du pays.

La Mongolian Premier League est composée de dix équipes qui s'affrontent selon un système de promotion et de relégation avec la Mongolian First League, le deuxième niveau du football mongol. Les équipes jouent chacune deux fois contre toutes les autres, une fois à domicile et une fois à l'extérieur, totalisant 18 matchs par équipe et 90 matchs pour la saison. Les matchs se déroulent généralement de fin avril à fin octobre ou début novembre, en raison des températures hivernales basses.

## Palmarès
| Année     | Champion                   |
| 1955      | Soyol (1)                  |
| 1956-1963 | Inconnu                    |
| 1964      | Khudulmur (1)              |
| 1965      | Championnat non disputé    |
| 1966      | Khudulmur (2)              |
| 1967      | Tengeriin Bugnuud (1)      |
| 1968      | Darkhan (1)                |
| 1969      | Tengeriin Bugnuud (2)      |
| 1970      | Aldar (1)                  |
| 1971      | Tengeriin Bugnuud (3)      |
| 1972      | Khudulmur (3)              |
| 1973      | Tengeriin Bugnuud (4)      |
| 1974      | Aldar (2)                  |
| 1975      | Tengeriin Bugnuud (5)      |
| 1976      | Aldar (3)                  |
| 1977      | Championnat non disputé    |
| 1978      | Zamchin (1)                |
| 1979      | Tengeriin Bugnuud (6)      |
| 1980      | Aldar (4)                  |
| 1981      | Tengeriin Bugnuud (7)      |
| 1982      | Tengeriin Bugnuud (8)      |
| 1983      | Ajilchin (1)               |
| 1984      | Tengeriin Bugnuud (9)      |
| 1985      | Khuch (1)                  |
| 1986      | Inconnu                    |
| 1987      | Sükhbataar (1)             |
| 1988      | Sükhbataar (2)             |
| 1989      | Khudulmur (4)              |
| 1990      | Khuch (2)                  |
| 1991-1993 | Inconnu                    |
| 1994      | Khuch (3)                  |
| 1995      | Idsskh (1)                 |
| 1996      | Erchim (1)                 |
| 1997      | Delger (1)                 |
| 1998      | Erchim (2)                 |
| 1999      | ITI Bank-Bars (1)          |
| 2000      | Erchim (3)                 |
| 2001      | Khangarid (1)              |
| 2002      | Erchim (4)                 |
| 2003      | Khangarid (2)              |
| 2004      | Khangarid (3)              |
| 2005      | Khoromkhon (1)             |
| 2006      | Khasiin Khulguud (1)       |
| 2007      | Erchim (5)                 |
| 2008      | Erchim (6)                 |
| 2009      | Ulaanbaatar University (1) |
| 2010      | Khangarid (4)              |
| 2011      | FC Ulaanbaatar (1)         |
| 2012      | Erchim (7)                 |
| 2013      | Erchim (8)                 |
| 2014      | Khoromkhon (2)             |
| 2015      | Erchim (9)                 |
| 2016      | Erchim (10)                |
| 2017      | Erchim (11)                |
| 2018      | Erchim (12)                |
| 2019      | Ulannbaatar City (1)       |
| 2020      | Athletic 220 FC (1)        |
| 2021      | Athletic 220 FC (2)        |
| 2022      | Erchim (13)                |
| 2023      | FC Ulaanbaatar (2)         |
| 2024      | SP Falcons (1)             |

## Bilan
| Clubs                   | Titres |
| ----------------------- | ------ |
| Erchim                  | 13     |
| Tengeriin Bugnuud       | 9      |
| Aldar                   | 4      |
| Khangarid               | 4      |
| Khudulmur               | 4      |
| Khuch                   | 3      |
| Khoromkhon              | 2      |
| Sükhbaatar              | 2      |
| Athletic 220            | 2      |
| FC Ulaanbaatar          | 2      |
| Ajilchin                | 1      |
| Darkhan                 | 1      |
| Delger                  | 1      |
| Idsskh                  | 1      |
| ITI Bank-Bars           | 1      |
| Khasiin Khulguud        | 1      |
| Ulaanbaataryn Unaganuud | 1      |
| Zamchin                 | 1      |
| Soyol                   | 1      |
| Ulaanbaatar City        | 1      |
| SP Falcons              | 1      |